# Franck Bouysse
Pour les articles homonymes, voir Bouysse.
Franck Bouysse, né le 5 septembre 1965 à Brive-la-Gaillarde, est un écrivain français, auteur de nombreux romans  mélodramatiques et policiers.

## Biographie
Franck Bouysse grandit à Troche, près de Brive, où ses parents ont fait construire une maison près de la ferme de sa grand-mère. Son père est ingénieur agronome, et sa mère, institutrice.
Il passe un baccalauréat agronomique, puis un BTS d’horticulture à Objat avant d'enseigner la biologie à Limoges.
Il dit avoir le goût de l’écriture depuis l’adolescence. Il a commencé à publier en 2007.
Le roman Glaise (2017), un drame rural qui se déroule lors de la Première Guerre mondiale, lui donne une diffusion nationale,, mais c'est avec le roman Né d'aucune femme (2019) qui rafle plusieurs prix dont le prix des libraires 2019,, qu'il connait la consécration auprès du public et de la critique.

## Œuvres

### Romans

#### Trilogie H.
- Le Mystère H., ill. de Pierre Demarty, Limoges, Strasbourg, Les Ardents Éditeurs, 2008, 269 p.  (ISBN 978-2-917032-07-7)
- Lhondres ou les Ruelles sans étoiles , ill. de Pierre Demarty, Limoges, Strasbourg, Les Ardents Éditeurs, 2010, 266 p.  (ISBN 978-2-917032-18-3)
- La Huitième Lettre, Limoges, Strasbourg, Les Ardents Éditeurs, 2012, 189 p.  (ISBN 978-2-917032-32-9)

#### Autres romans
- L’Entomologiste, Saint-Paul, France, éditions Lucien Souny, 2007, 188 p.  (ISBN 978-2-84886-161-6)
- Noire porcelaine, La Crèche, France, Geste Éditions, coll. « Le Geste noir » , 2013, 328 p.  (ISBN 978-2-36746-020-8)
- Vagabond, La Croisille-sur-Briance, France, éditions Écorce, 2013, 90 p.  (ISBN 978-2-9535417-4-8)
- Oxymort. Limoges : requiem en sous sol, La Crèche, France, Geste Éditions, coll. « Le Geste noir » , 2014, 218 p.  (ISBN 978-2-36746-147-2)
- Pur Sang, La Croisille-sur-Briance, France, éditions Écorce, 2014, 175 p.  (ISBN 978-2-9535417-8-6)
- Grossir le ciel, Paris, éditions La Manufacture de livres, 2014, 240 p.  (ISBN 978-2-358-87078-8) ; rééd. Le Livre de poche, 2015[8] Prix Polar Michel-Lebrun 2015[9] ; prix Polars Pourpres 2015 ; prix des lecteurs de Villeneuve-Lez-Avignon 2015 ; prix sud-ouest du polar (Gradignan) 2016 ; prix SNCF du polar 2017[10].
- Plateau, éditions La Manufacture de livres, 7 janvier 2016  (ISBN 978-2-35887-259-1) Prix Cercle Chapel (Belgique) 2016[11].
- Glaise, éditions La Manufacture de livres, 7 septembre 2017  (ISBN 978-2-358-87239-3) Prix Libr'à Nous du meilleur roman francophone 2018 (prix littéraire international des libraires francophones)[12].
- Né d'aucune femme, éditions La Manufacture de livres, 10 janvier 2019  (ISBN 978-2-35887-290-4) Prix des libraires 2019[5],[6], prix Prix Babelio - Littérature Française 2019[13], Grand Prix des Lectrices ELLE 2019[14].
- Orphelines, Moissons noires, 2020  (ISBN 978-2-490-74609-5)
- Buveurs de vent, Albin Michel, 2020, Grand prix Jean-Giono[15]  (ISBN 978-2-226-45227-6)
- Fenêtre sur terre, récit, Paris, Phébus, 2021, 136 pages  (ISBN 978-2-7529-1241-1)
- L'Homme peuplé,  Albin Michel, 2022, 320p  (ISBN 9782226465733)
- La Marche du rêveur
  - Tome 1 : Pur sang, Phébus, Paris 2023, 253 pages  (ISBN 978-2-7529-1259-6)
  - Tome 2 : Âpre -monde,  à paraître

### Scénarios de bande dessinée
- Eté brûlant à Saint-Allaire, scénario de Franck Bouysse, dessin de Daniel Casanave, Albin Michel, 2022[16]  (ISBN 978-2-226471420)
- Glaise, adaptation du roman éponyme, scénario de Franck Bouysse et Fabrice Colin, dessin et couleurs de Loïc Godart, Marabout, 2023[17]  (ISBN 978-2-501146876)

### Collectif
- L’Enfance, c’est… / par 120 auteurs ; textes illustrés par Jack Koch ; préf. Aurélie Valognes. Paris : Le Livre de poche, novembre 2020.  (ISBN 978-2-253-08202-6)
- Je suis un poison, dans Respirer le noir, anthologie sous la direction d'Yvan Fauth. Paris : Belfond, 05/2022, p. 47-68.  (ISBN 978-2-7144-9591-4)
- Moïse, dans Pourtant n°3 Dans la cuisine, revue Pourtant, 09/2021, p. 87-93.  (ISBN 978-2-9573357-6-3)

### Ouvrages sur le Limousin
- Et soudain, histoires vraies en Limousin, Villeveyrac, France, Le Papillon Rouge Éditeur, coll. « Histoires vraies », 2012, 288 p.  (ISBN 978-2-917875-32-2)
- Femmes d'exception en Limousin, Villeveyrac, France, Le Papillon Rouge Éditeur, coll. « Femmes d'exception », 2014, 288 p.  (ISBN 978-2-917875-52-0)
- Les Bouysse à travers l'histoire bretonne, Bargain, 1988

## Prix
- Prix Lamartine 2023 pour l'Homme peuplé[18]
- Prix Polar Michel-Lebrun 2015 pour Grossir le ciel[9]
- prix SNCF du polar 2017 pour Grossir le ciel[10]
- Prix des libraires 2019 pour Né d'aucune femme [5],[6]
- Grand prix des lectrices de Elle (policier, 2019) pour Né d'aucune femme[14]
- Prix Babelio - Littérature Française 2019 pour Né d'aucune femme[13]
- Grand prix Jean-Giono 2020 pour Buveurs de vent[15]
- Prix Arverne 2023 pour L'Homme peuplé[19]